# 비룡 (로켓)
비룡(飛龍)은 LIG넥스원에서 생산하는 대한민국 해군의 130mm 유도로켓이다. 2016년부터 진수한 PKMR 고속정에 12발씩 장착되어 운용중이다.

## 역사
2011년 8월, 방위사업추진위원회는 2.75인치 유도로켓(70mm, 비궁)이 북한 공기부양정을 격멸할 수 없다는 문제가 지적되자 130mm 유도로켓을 신규 개발하기로 결정하였다. 정부 관계자는 "능동형 탐색기를 달고 있어 유도기능이 강화되었고, 사거리도 2.75인치의 2배에 이른다"고 밝혔다.
2013년 12월 6일, 방위사업청은 130mm 유도로켓을 국내 기술로 개발하는 사업을 위해 체계개발 우선협상 업체가 LIG넥스원으로 선정됐다고 밝혔다.
2016년 7월 28일, 130mm 유도로켓을 탑재한 PKMR 선도함인 '참수리-211호정'이 진수되었다. 2017년에 해군에 인도돼 전력화 과정을 걸쳐 실전 배치된다.
2021년 9월 28일, 방위사업청은 130㎜ 개량형 유도로켓을 국내 연구개발로 확보하여 130㎜유도로켓-Ⅱ 사업추진기본전략 수정안을 심의 의결하였다.

## RIM-116 램과 비교
레이시온 RIM-116 램은 직경 127mm인 레이시온 AIM-9 사이드와인더 공대공 미사일을 함대공 미사일로 개조한 것이다. 비룡은 직경 130mm로 외양은 직경 127mm인 RIM-116 램과 비슷하다.